# Германский трудовой фронт
«Герма́нский трудово́й фронт» (нем. Deutsche Arbeitsfront), DAF — в нацистской Германии объединённый профсоюз работников и работодателей.
Германский трудовой фронт был образован 10 мая 1933 года в результате реформирования независимых профсоюзов и передачи их имущества с отменой права на проведение забастовок. Его правовой основой стал Закон о порядке национального труда от 20 января 1934 года. Германский трудовой фронт взял на себя функцию организации рабочих Германии для создания, по словам её руководителя Роберта Лея, «социального и производительного общества».
В 1935 г. Германский трудовой фронт поглотил бывший нацистский профсоюз — НСБО.
Несмотря на добровольный порядок вступления в организацию, её состав насчитывал около 22 млн человек. Германский трудовой фронт строился по образцу НСДАП в соответствии с «принципом фюрерства» и просуществовал вплоть до окончания войны в 1945 году.
Своей целью организация ставила «борьбу за права рабочих, против капитализма, либерализма, революции и поддерживала национал-социалистическое государство». В своей деятельности Германский трудовой фронт пытался выступать в качестве посредника между рабочими и владельцами предприятий. В отношениях с работодателями Фронт поддерживал национализацию государством крупных предприятий и настаивал на установлении контроля над уровнем заработной платы рабочих.
Были внедрены достаточно высокий уровень заработной платы, улучшились условия труда, для рабочих открылись столовые, была создана целая сеть социальной поддержки и организации досуга рабочих на основе входившей в состав Германского трудового фронта организации «Сила через радость». Благодаря этим достижениям Германский трудовой фронт пользовался популярностью и благосклонностью рабочего класса Германии.

## Становление организации
С 1931 года в рамках НСДАП действовала Национал-социалистическая организация заводских ячеек (НСБО) во главе с Рейнхольдом Муховом. Популярность НСБО в рабочей среде значительно уступала социал-демократическим и христианским профсоюзам, однако всего за год в нацистские производственные ячейки вступили около 100 тысяч рабочих и служащих. Многие из них были приверженцами «левого нацизма» братьев Штрассеров и придерживались антикапиталистических взглядов. После выборов в рейхстаг в 1933 году они воцарились более чем в 160 городских отделениях профсоюзов. В начале апреля Гитлер поручил Роберту Лею приструнить деятелей NSBO и уничтожить профсоюзы. По приказу Лея силами NSBO, СА и СС 2 мая были арестованы руководители профсоюзов по всей Германии. 12 сентября при сомнительных обстоятельствах погиб Рейнхольд Мухов.
Несмотря на то, что в целях контроля каждый работник был обязан иметь трудовую книжку и предписанием устанавливалось обязательное отчисление профсоюзных взносов со счетов заработной платы каждого работника, рабочие и служащие смирились с появлением Германского трудового фронта: гарантия сохранения рабочего места и графики смен как психологические признаки равенства положительно воспринимались низшими социальными слоями.

## Организационная структура
По структуре «DAF» состоял из Национал-социалистической фабричной организации (нем. Nationalsozialistische Betriebsorganisation) и Национал-социалистического коммерческого и профессионального Союза (нем. Nationalsozialistische Handels- und Gewerbeorganisation). Оба подразделения обеспечивали контроль нацистской партии над жизнью предприятий и рабочих. С началом Второй мировой войны Германский трудовой фронт контролировал мобилизацию рабочих в армию, гарантируя отсрочки для квалифицированных рабочих тыла. Эта функция Фронта постепенно исчезла с осложнением ситуации на фронтах войны и возрастанием потребностей армии.
Организацию возглавлял рейхсвальтер (reichswalter), в территориальном плане она состояла из гау (gau) во главе с гаувальтерами (gauwalter), гау из районов (Kreis) во главе с крейсвальтерами (kreiswalter), в отраслевом плане — из имперских производственных сообществ (reichsbetriebsgemeinschaften), имперские производственные сообщества — из производственных сообществ гау (gaubetriebsgemeinschaft), производственные сообщества гау — либо непосредственно из ячеек, либо из районных производственных сообществ (kreisbetriebsgemeinschaft), а те уже из ячеек.
Подразделения Германского трудового фронта:
- Сила через радость (нем. Kraft durch Freude)
- Научный институт труда (нем. Arbeitswissenschaftliches Institut - AWI)
- Управление заводских организаций и обучения (нем. Amt Werkschar und Schulung)
- Управление по социальным вопросам (нем. Sozialamt)
- Управление по делам женщин (нем. Frauenamt)
- Управление по делам молодёжи (нем. Jugendamt)
- Управление общественных юридических консультаций (нем. Amt für Rechtsberatungsstellen)
- Управление по здоровью нации (нем. Amt für Volksgesundheit)
- Управление по жилищному строительству (нем. Reichsheimstättenamt)
- Управление по профессиональному воспитанию и управлению предприятиями (нем. Amt für Berufserziehung und Betriebsführung)
- Профессиональные соревнования всех трудящихся немцев (нем. Reichsberufswettkampf)
- Производственные соревнования германских предприятий (нем. Leistungskampf der deutschen Betriebe)
- Управление по техническим наукам (нем. Amt für technische Wissenschaften)
- Управление сухопутных войск (нем. Amt Heer)
- Управление военно-воздушных сил (нем. Amt Luftwaffe)
- Управление военно-морских сил (нем. Amt Kriegsmarine)
- Управление строительства (нем. Amt Bau)
- Трудовая палата (нем. Reichsarbeitskammer)
- Управление по красоте труда (нем. Amt für Schönheit der Arbeit — до 1939 года)

Германский трудовой фронт стал учредителем ряда предприятий, в том числе первого завода по производству автомобилей «Фольксваген» (для своей организации «Сила через радость»), а также Банка германского труда. Германский трудовой фронт выпускал свои радиоприёмники DAF 1011 с высокой выходной мощностью для установки на предприятиях и в населённых пунктах.